# Campeonato Africano de Atletismo de 2024 - Lançamento de martelo feminino
A prova do lançamento de martelo feminino do Campeonato Africano de Atletismo de 2024 foi disputada no dia 22 de junho, no Estádio de Japoma, em Duala, nos Camarões.

## Recordes
Antes desta competição, os recordes mundiais e do campeonato nesta prova eram os seguintes:
|                       | Nome                | Nacionalidade | Distância | Local    | Data                 |
| --------------------- | ------------------- | ------------- | --------- | -------- | -------------------- |
| Recorde mundial       | Anita Włodarczyk    | Polónia       | 82m 98cm  | Varsóvia | 28 de agosto de 2016 |
| Recorde do campeonato | Amy Sène            | Senegal       | 68m 35cm  | Durban   | 22 de junho de 2016  |
| Recorde africano      | Annette Echikunwoke | Nigéria       | 75m 49cm  | Tucson   | 22 de maio de 2021   |

## Medalhistas
| Ouro              | Prata              | Bronze                |
| Zahra Tatar (ALG) | Sade Olatoye (NGR) | Zouina Bouzebra (ALG) |

## Cronograma
Todos os horários são locais (UTC+1).
| Data        | Hora  | Evento |
| ----------- | ----- | ------ |
| 22 de junho | 14:30 | Final  |

## Resultado final
A final ocorreu dia 22 de junho às 14:30.
| Posição           | Atleta                     | Nacionalidade             | #1    | #2    | #3    | #4    | #5    | #6    | Resultado | Notas |
| ----------------- | -------------------------- | ------------------------- | ----- | ----- | ----- | ----- | ----- | ----- | --------- | ----- |
| Medalha de ouro   | Zahra Tatar                | Argélia                   | x     | 67.41 | 67.82 | 61.33 | 62.80 | x     | 67.82     |       |
| Medalha de prata  | Sade Olatoye               | Nigéria                   | 63.83 | 67.73 | 65.99 | 65.30 | x     | 66.41 | 67.72     |       |
| 3                 | Xena Ngomateke             | República Centro-Africana | x     | 65.84 | 61.32 | 63.13 | 62.74 | 62.81 | 65.84     | DSQ,  |
| Medalha de bronze | Zouina Bouzebra            | Argélia                   |       |       |       |       |       |       | 63.83     |       |
| 4                 | Leandri Holtzhausen        | África do Sul             | 60.66 | 60.04 | 62.06 | x     | x     | 62.00 | 62.06     |       |
| 5                 | Colette Uys                | África do Sul             | x     | 56.14 | 61.12 | x     | x     | x     | 61.12     |       |
| 6                 | Annie Nabwe                | Libéria                   | x     | x     | 58.15 | x     | x     | x     | 58.15     |       |
| 7                 | Roselyn Nyachama Rakamba   | Quênia                    | x     | 47.62 | 53.19 | 53.30 | 51.66 | x     | 53.19     |       |
| 8                 | Emilie Dia                 | Mali                      | 51.33 | x     | x     |       |       |       | 51.33     |       |
| 9                 | Lucy Anyango Omondi        | Quênia                    | 45.12 | 46.26 | 48.48 |       |       |       | 48.48     |       |
| 10                | Michelle Koussalouka Nkazi | República do Congo        | 47.16 | 44.41 | x     |       |       |       | 47.16     |       |
| 11                | Nancy Kanini               | Quênia                    | x     | x     | 44.97 |       |       |       | 44.97     |       |
| 12                | Nora Monie                 | Camarões                  | x     | 32.37 | x     |       |       |       | 32.37     |       |

Legenda
| Recorde mundial       | Recorde mundial (World record)               |                       | Recorde africano                      | Recorde africano (African) |                                           | Q | Classificado por posição (Qualified) |
| Recorde do campeonato | Recorde do campeonato (Championship record)  | Recorde da América    | Recorde da América (Americas)         | q                          | Classificado por melhor tempo (Qualified) |   |                                      |
| Melhor marca do ano   | Melhor marca do ano (World leading)          | Recorde asiático      | Recorde asiático (Asian)              | DNS                        | Não largou (Did not start)                |   |                                      |
| Recorde nacional      | Recorde nacional (National record)           | Recorde europeu       | Recorde europeu (European)            | DNF                        | Não terminou (Did not finish)             |   |                                      |
| Recorde pessoal       | Recorde pessoal do atleta (Personal best)    | Recorde da Oceania    | Recorde da Oceania (Oceania)          | DSQ / DQ                   | Desclassificado (Disqualified)            |   |                                      |
| Recorde da temporada  | Recorde da temporada do atleta (Season best) | Recorde sul-americano | Recorde sul-americano (South America) | NM                         | Sem marca (No mark)                       |   |                                      |